# موزیبو دا پریا، موزامبیک
موزیبو دا پریا (به لاتین: Mocímboa da Praia) یک منطقهٔ مسکونی در موزامبیک است که در Mocímboa da Praia District واقع شده‌است.
 موزیبو دا پریا  ۲۹,۷۶۱ نفر جمعیت دارد.